# غردينية عريضة الأوراق
غردينية عريضة الأوراق (الاسم العلمي:Gardenia latifolia) هي نوع من النباتات يتبع جنس غردينية من الفصيلة الفوية.